# Битва при Секіґахарі
Би́тва при Секіґаха́ра (яп. 関ヶ原の戦, せきがはらのたたかい, МФА: [sekʲigahaɾa no tatakai̯]; «битва на Заставному полі») — битва, що відбулася 21 жовтня 1600 року в районі японського села Секіґахара в провінції Міно між військами східної коаліції під проводом Токуґави Ієясу та західної коаліції, організованої Ісідою Міцунарі. Спричинена бажанням Токуґави Ієясу захопити верховну владу в країні після смерті об'єднувача Японії Тойотомі Хідейосі. Виграна військами східної коаліції завдяки зраді Кобаякави Хідеакі, союзника Ісіди, який в ході бою перекинувся на бік противника. Після битви Токуґава Ієясу встановив свою гегемонію в країні та трьома роками пізніше заснував Едоський сьоґунат. Ісіду Міцунарі стратили, його союзників позбавили землеволодінь, а Тойотомі Хідейорі перетворився на регіонального правителя провінцій Сеццу, Каваті та Ідзумі. В японській популярній літературі називається «найважливішою битвою в історії Японії», яка визначила розвиток країни на наступні 250 років.

## Хід бою
21 жовтня, о 5:00, війська Західної коаліції числом 38 тисяч зайняли позиції на заході Секіґахари. За годину прибуло військо Східної коаліції числом 2 тисячі, яке стало навпроти. Командувач східняків Токуґава Ієясу влаштував штаб на горі Момокубарі. Обидва війська стояли одне навпроти одного протягом двох годин, не наважуючись атакувати.
О 8:00, частини Ії Наомаси та Мацудайри Тадайосі зі Східної коаліції обійшли союзницький авангард Фукусіми Масанорі й відкрили вогонь по частинах противника під командуванням Укіти Хідеїе. Аркебузири Укіти відкрили вогонь у відповідь й запустили в повітря сигнальні ракети, сповіщаючи усіх про початок битви. Передові частини Східної і Західної коаліцій вступили у рукопашний бій.
О 9:00 Токуґава Ієясу переніс свій штаб з Момокубарі на схід Секіґахари, аби краще командувати військами.
О 10:00 Ісіда Міцунарі випустив сигнальні ракети, закликаючи свіжі частини союзників Кобаякави Хідеакі та Морі Хідемото вдарити противника з флангів і завершити битву. Проте обидва полководці залишилися на місці. До початку битви Кобаякава мав із Токуґавою таємну домовленість про перехід на його бік.
О 11:00 Токуґава Ієясу знову переніс свій штаб ближче до передової. Бій розвивався невигідно для Східної коаліції. Токуґава поспіхом доручив Куроді Наґамасі передати Кобаякаві звернення з вимогою перейти на бік східняків. Проте Кобаякава на запит не відповів.
О 12:00, з метою втягнути Кобаякаву в бій, Токуґава Ієясу віддав наказ вдарити гарматним вогнем по його позиціях. Переляканий Кобаякава миттєво перейшов на бік Східної коаліції. Його 6 тисячне військово спустилося з гори Мацуо і вдарило з флангу частини Отані Йосіцуґу з Західної коаліції. Отані намагався відбиватися, але 4 його полки раптово перейшли на бік Кобаякави. За годину уся частина Отані була розгромлена.
О 13:00 головні війська Східної коаліції разом із підрозділами Кобаякави атакували центральні частини Укіти Хідеїе та Конісі Юкінаґи з Західної коаліції. Наступ проходив з фронту і флангів переважаючими силами. Укіта й Конісі були розгромлені й врятувалися, відступивши місце битви. Оскільки правий фланг і центр Західної коаліції були повністю розбиті, решта союзницьких частин почали тікати в паніці. Загони Ісіди Міцунарі так само були розгромлені, а сам полководець поспіхом відступив з поля бою.
Між 14:00 — 15:00 частини Сімадзу Йосіхіро з Західної коаліції прорвали лінії нападників зі Східної коаліції фронтальною атакою і відступили з поля бою. Східняки намагалися переслідувати Сімадзу, але Токуґава наказав припинити погоню. Одночасно з цим Секіґахару полишили частини західняків Морі Хідемото, Кіккави Хіроіє, Нацуки Масаіє, Анкокудзі Ейкея та Тьосокаби Морітіки. Вони так і не вступили у бій, споглядаючи за ним з гори Нанґу на південний захід від Секіґахари.
О 16:00 битва була завершена. Східна коаліція під проводом Токуґави Ієясу здобула цілковиту перемогу. Наступного дня головнокомандувач Західної коаліції Морі Терумото без бою передав переможцям Осацький замок. За три дні до нього прибув Ієясу. 6 листопада 1600 року за його наказом лідери Західної коаліції Ісіда Міцунарі, Анкокудзі Ейкей та Конісі Юкінаґа були страчені в Кіото.